# Eunhyuk
Eunhyuk är artistnamnet för Lee Hyuk Jae, född 4 april 1986, och är en koreansk dansare, rappare, popsångare, presentatör, låtskrivare och skådespelare. Han är medlem i pojkbandet Super Junior där han är huvudrappare och en av de fyra huvuddansare. Han använder sitt artistnamn för att inte förväxlas med komikern Lee Hyuk-jae. 
Förutom Super Junior är han också medlem i Super Junior-T, Super Junior-H och sedan februari 2011 i Super Junior-M. Han har också medverkat i ett antal reklamfilmer och ett antal tv-program. Bland sina fans och sin publik har han fått smeknamnet "The Dancing Machine of Super Junior".

## Karriär
Eunhyuk föddes som Lee Hyuk-jae i Neunggok, Goyang, Gyeonggi. 1999 gick han tillsammans med sin kamrat Kim Junsu på audition för SM Entertainment, tretton år gammal. Junsu blev antagen och fick skriva kontrakt med företaget. Det fick dock inte Eunhyuk. Han gick på audition året därpå och blev antagen efter att ha visat upp sina rap- och danstalanger. I SM Entertainment tränades Eunhyuk i sång, dans, skådespeleri och fick lektioner i kinesiska.
År 2002 blev Eunhyuk, Junsu och en annan elev, Sungmin, placerade i ett R&B-grupprojekt. Ett år senare gjorde trion tillsammans med den blivande gruppen TRAX medlemmar (Jay Kim, No Minwoo och Kang Jungmo) ett kort uppträdande i ett program som hette Heejun vs. Kangta, Battle of the Century: Pop vs. Rock, där Moon Heejun och Kangta lärde dem olika sångtekniker. 2003 splittrades Eunhyuks trio. Junsu blev medlem i bandet DBSK. Eunhyuk och Sungmin placerades i ett annat projektband tillsammans med tio andra pojkar. De tolv pojkarna bildade tillsammans Super Junior05, som var den första generationen av det roterande pojkbandet Super Junior.
Med sammanlagt tolv medlemmar debuterade Super Junior 05 officiellt den 6 november 2005 på SBS:s populära musikprogram Popular Songs, där de framförde sin första singel "TWINS (Knock Out)". En månad senare släpptes ett komplett studioalbum, som nådde plats tre på albumtopplistan.
I mars 2006 började SME värva nya medlemmar för den nya Super Junior-generationen. Men planerna ändrades när företaget den 27 maj 2006 lade till en sista trettonde medlem, Kyuhyun och därefter deklarerade företaget att man inte tänkte forma några framtida Super Junior-generationer. Gruppen tog bort ändelsen "05" och kallade sig Super Junior.